# Reinhard Strecker (Politiker)
Heinrich Wilhelm Reinhard Strecker (* 22. Januar 1876 in Berlin; † 26. Juli 1951 in Gießen) war ein deutscher Philosoph, Pädagoge und Politiker.

## Leben
Strecker war Sohn eines Majors  und dessen Frau Caroline, geborene Hattendorf.
Strecker studierte Geographie, Germanistik und Geschichte an den Universitäten in Greifswald, Heidelberg und Leipzig. Sein Studium konnte er 1901 in seiner Heimatstadt erfolgreich mit der Dissertation Der ästhetische Genuss auf Grund der ästhetischen Apperzeption abschließen. Anschließend bekam Strecker eine Anstellung als Pädagoge an verschiedenen Gymnasien in Hessen und avancierte schließlich zum Leiter der Höheren Mädchenschule in Friedberg. Mitten im Ersten Weltkrieg konnte sich Strecker 1917 mit einer Arbeit über Fichtes Staatsphilosophie in Gießen habilitieren. Ihn führte seine Karriere 1923 über die Ernennung zum Oberschulrat und 1924 als Honorarprofessor an die Universität Jena. 1930 erhielt er einen Lehrauftrag für Naturphilosophie an der Forsthochschule in Eberswalde und wurde 1933 aus politischen Gründen entlassen.
1945 wurde er Stadtschulrat und Honorarprofessor für Pädagogik in Leipzig und kam kurz darauf mit Hilfe der US-Amerikaner nach Westdeutschland. 1946 wurde Strecker zum Honorarprofessor für Staatsphilosophie an der Justus-Liebig-Hochschule Gießen berufen. Er erhielt einen vergüteten Lehrauftrag für Philosophie und Pädagogik, der aus finanziellen Gründen und vor dem Hintergrund seines Alters nach dem Sommersemester 1948 beendet wurde. Seit 1947 war Strecker zudem Leiter der neugegründeten Gießener Volkshochschule.
Strecker war Mitglied der Deutschen Friedensgesellschaft und des Guttempler-Ordens.

## Politische Karriere
Von Jugend an politisch interessiert und links-liberal engagiert, war Strecker seit 1910 Mitglied und Funktionär der Fortschrittlichen Volkspartei (FVP). Nach dem Ersten Weltkrieg gehörte er zu den Gründungsmitgliedern der Deutschen Demokratischen Partei (DDP) in Hessen und ließ sich 1919 für diese Partei in den Landtag des Volksstaates Hessen wählen. Bereits im darauffolgenden Jahr berief man ihn zum Kultusminister im Kabinett Ulrich II. Vorgänger wie Nachfolger in diesem Amt war Otto Urstadt. Dieses Amt hatte er vom 22. Februar 1919 bis zum 1. Oktober 1921 inne. Strecker verlor sein Amt, weil er Ende 1921 aus Protest gegen die Politik des Reichswehrministers Otto Geßler (ebenfalls DDP) seine Partei verließ und zur SPD wechselte. Sein Landtagsmandat legte er nieder. Ab 1924 gehörte Strecker für die SPD erneut dem Landtag an, aus dem er am 22. Februar 1925 endgültig ausschied. Adam Lang rückte für ihn in den Landtag nach. 
Als Mitglied des Reichsrates hatte er 1919 an der Ausarbeitung der Weimarer Verfassung teilgenommen. Er bekämpfte den Antisemitismus, war Angehöriger der Deutschen Friedensgesellschaft und Leiter des Guttemplerordens in Deutschland. 1925 ließ sich Strecker in Berlin nieder, um seinen vermehrten politischen Engagements Rechnung zu tragen. Nach der Machtergreifung durch die Nationalsozialisten wurde er 1933 seiner Ämter und Ehrenämter enthoben. Dennoch unterzeichnete er im November 1933 das Bekenntnis der Professoren an den deutschen Universitäten und Hochschulen zu Adolf Hitler. Mit seinem früheren hessischen Ministerkollegen Wilhelm Leuschner und anderen nahm er in vorsichtiger Distanz 1944 an Vorbereitungen zum Sturz Hitlers teil. Als Mitglied des Nauheimer Kreises, der für ein neutrales Deutschland eintrat, wurde er aus der SPD ausgeschlossen.
1907 hielt er eine Rede auf der Versammlung des Deutschen Verbands für Frauenstimmrecht in Frankfurt a. M.

## Ehrungen
Nach Reinhard Strecker sind eine Straße in Rüsselsheim am Main und ein Weg in Gießen-Wieseck benannt.

## Werke
- Der ästhetische Genuss auf Grund der ästhetischen Apperzeption. Kindt, Gießen 1901.
- Beiträge zur Geschichte der Stadt Oppenheim. Traumüller, Oppenheim 1905.
- Die moralische Phrase im Liberalismus. Eine Entgegnung. Roether, Darmstadt 1907.
- Religion und Politik bei Goethe. Roth, Gießen 1908.
- Sonntagsbetrachtungen über Schillers Gedichte. Roth, Gießen 1908.
- Gott und die Kirche (= Bremer Flugschriften aus dem Geisteskampf der Gegenwart, Band 2). Concordia, Berlin 1908.
- Demokratie und Sozialismus. Eine Auseinandersetzung mit Magnus Biermer. Roether, Darmstadt 1908.
- Kants Ethik. Roth, Gießen 1909.
- Die Pflicht zu wissen. Neuland, Berlin 1928.
- Pädagogik und Politik. Zahnwetzer, Kassel 1947.